# Anna af Kleve
Anna af Kleve (født i 1515 – død den 16. juli 1557) var den fjerde af Henrik 8. af Englands koner. 
Efter Jane Seymours død blev Henrik 8. ramt af depression, men kort efter hendes død begyndte Thomas Cromwell planlægningen af et nyt ægteskab. Cromwell søgte en stærk allieret ved at få kongen til at indgå et politisk ægteskab. Han sendte derfor breve til de engelske ambassadører i hele Europa for at finde en passede hustru til Henrik 8..
Da Henrik 8. havde haft tre koner, var det et svært arbejde. Han lod sin hofmaler, Hans Holbein, male flere af de mulige kvinder så han kunne vælge, hvem han syntes var smukkest, og hvem der tiltalte ham mest. Hans favorit var Christine af Danmark, der var barnebarn af kejser Karl 5., men kejseren var imod ægteskabet, for en forbindelse med Frankrigs ærkefjende England kunne skade kejserens forhold til Frankrig. Christine var heller ikke meget for ægteskabet og skulle have sagt, at hun kun ville have indgået ægteskab med ham, hvis hun havde haft to hoveder  . 
Til sidst fandt Cromwell frem til Hertug Wilhelm 5. af Kleve. Wilhelm var bror til Anna og Sibylle af Kleve, der var gift med kurfyrsten Johann Friedrich 1. af Sachsen og med stor indflydelse i hele Nordtyskland.
Hans Holbein malede også portrætter af Wilhelms to ugifte søstre Anna af Kleve og Amalie af Kleve, og Henrik valgte Anna, da han bedst kunne lide Holbeins portræt af hende. De engelske udsendinge havde fortalt Henrik, hvor smuk Anna var, og dette overbeviste ham. Den 6. oktober 1539 blev en ægteskabskontrakt indgået.
I januar 1540 giftede kongen sig mod sin vilje med Anne af Kleve, og efter blot seks måneder ægteskab blev ægteskabet annulleret, og Anna fik titlen   "Kongens søster".

## Familie
Anne blev født i 1515 i Düsseldorf og var 2. datter af Johann von Jülich-Kleve-Berg (hertugen af Cleves), der døde i 1538, og hans kone Maria (1491-1543). Hun voksede op i Schloss Burg i udkanten af Solingen. Annes far var interesseret i reformationen. Han var medlem af det Schmalkaldiske forbund og imod kejser Karl 5. Efter faderens død blev Annes bror William hertug, med tilnavnet ”den rige”. I 1526 blev hendes ældste søster Sybille gift med John Frederick, kurfyrsten af Sachsen, lederen af det Schmalkaldiske forbund.

## Ægteskab
Kunstneren Hans Holbein den Yngre blev sendt ud for at male portrætter af Anne og hendes yngste søster, Amalia, som begge blev betragtet som mulige ægtefæller for Henrik 8. Han forlangte, at kunstneren skulle være så nøjagtig som muligt og ikke smigre søstrene . De to Holbein-portrætter findes henholdsvis på Louvre i Paris og på Victoria and Albert Museum i London. Henrik valgte Anne ud fra portrætterne, og forhandlingerne med Kleves som Cromwell overvågede var i fuld gang i marts 1539 , og ægteskabskontrakten blev underskrevet den 4. oktober samme år.
Henrik værdsatte, at kvinder havde uddannelse og kulturel interesse, men det manglede Anne, da hun ikke havde modtaget formel uddannelse, men hun kunne dog læse og skrive tysk. Hun mestrede håndarbejde og kunne lide kortspil. Alligevel blev Anne anset som blid, dydig og føjelig; kvaliteter der gjorde hende til en egnet kandidat som Henriks fjerde hustru .
Anne havde mørkt hår og virkede ældre, end hun var. Hun blev af den franske ambassadør, Charles de Marillac, beskrevet som en høj og slank, middelmådig skønhed, men med et sikkert og selvbevidst ansigtsudtryk . Holbein malet hende med høj pande, tunge øjenlåg og en spids hage.
Henrik var utålmodig efter at se sin fremtidige brud, og han overraskede hende ved at møde hende i Rochester, men blev skuffet. Han følte at han var blevet vildledt, da alle havde rost Anne for hendes skønhed, og beklagede sig over at:” Hun er ikke så smuk som hun er blevet rapporteret” .. Henrik opfordrede Cromwell til at finde en lovlig måde til at undgå ægteskabet, men dette var ikke muligt uden at bringe alliancen med tyskerne i fare .

### Et mislykket ægteskab
Trods Henriks højrøstede betænkeligheder blev de gift den 6. januar 1540 på Palace of Placentia i Greenwich i London, hvor ceremonien blev udført af ærkebiskop Thomas Cranmer. Ringen som Anne fik bar inskriptionen:” God send me well to keep” , og hun havde umiddelbart efter ankomsten til England konverteret til den anglikanske tro, for at behage Henrik. Parrets første nat som mand og kone blev ikke en succes, og Henrik betroede Cromwell, at han ikke havde fuldbyrdet ægteskabet ved at sige: ”Jeg kunne lide hende lidt før, men nu kan jeg overhoved ikke lide hende” . 
Anne blev befalet at forlade hoffet den 24. juni, og den 6. juli fik hun besked om at kongen genovervejede deres ægteskab. Vidneudsagn blev taget fra en række hoffolk, og kongen havde betroet sine to tjenere Thomas Heneage og Anthony Denny, at han ikke mente, at hun var jomfru . Kort efter blev Anne bedt om sit samtykke til at få ægteskabet annulleret, hvilket hun indvilgede i. Ægteskabet blev annulleret den 9. juli, 1540, på grund af det aldrig var fuldbyrdet. Ægteskabet varede godt et halvt år.

### Tiden efter annulleringen
Den tidligere dronning fik en rundhåndet behandling og modtog herunder Richmond Palace og Hever Castle, hjemsted for Boleynfamilien. Derudover fik hun et hus i Lewes i Sussex, en af de ejendomme hun aldrig boede i. Henrik og Anne blev gode venner, og hun blev betragtet som æresmedlem af kongens familie, og omtalt som:” Kongens elskede søster” .. Hun blev ofte inviteret til hoffet, da alle var venligt stemt overfor hende, da hun ikke havde nægtet kongen en annullering, og Henrik proklamerede, at hun ville få rang over alle kvinder i England.
Efter Catherine Howard blev halshugget, pressede Annes bror, hertugen af Kleves, kongen til at gifte sig med hende igen, men Henrik afslog.
Da Henriks døtre Maria og Elizabeth i 1553 red ind i London, og Maria blev hyldet som den nye monark, var Anne til stede for at hilse på dem. Hun var også til stede ved Marias kroning i Westminster Abbey . 
Det var hendes sidste offentlige optræden, og da den nye dronning var streng katolsk, konverterede Anne til den romersk-katolske tro. Et par måneder senere skrev Anne til Maria, at hun gerne ville lykønske hende med sit ægteskab med Philip af Spanien, men derudover var der sjældent kontakt mellem Anne og Maria under dennes regeringstid, hvor Anne nød at forvalte sine egne godser. 
Siden hun ankom som kongens brud, havde Anne aldrig forladt England, da begge hendes forældre var døde, og hendes bror, der var streng lutheraner, havde svært ved at tage det nederlag, som han mente Anne havde lidt, da hendes ægteskab blev annulleret.

## Den sidste tid
Da Annes helbred begyndte at skrante, tillod Maria hende at bo på Chelsea Old Manor, hvor Henriks sidste kone, Catherine Parr, havde levet efter at have indgået nyt ægteskab med Thomas Seymour. Anne havde kroniske smerter og fik ordineret, hvad historikerne nu mener, den første instans af medicinsk heroin . I midten af juli 1557 skrev Anne sit testamente, hvori hun nævner sin bror, søster og svigerinde, samt den kommende dronning Elizabeth, hertuginden af Norfolk og grevinde af Arundel . Hun efterlod ved sin død penge til sine trofaste tjenere og bad Maria og Elizabeth ansætte dem i deres hjem.